# Бања Мехмед паше Соколовића
Хамам Мехмед паше Соколовића, смештен у мирисној боровој шуми, на петом километру пута од Вишеграда у правцу засеока Прелово. Налази се на надморској висини од 460 m. Према тврдњама стручњака, термалне воде које протичу кроз те крајеве старе су преко тридесет осам хиљада година.
Турски песник Бакија, о Мехмед паши Соколовићу:
Чувај и заклони Боже од свих зала и несрећа! 
Овога великана, сапутника среће и благостања! 
Лучу среће његове прозари вјечно Боже! 
Испуни му све жеље на обадва свијета!
Према турском путописцу Евлији Челебији, око 1577. године, Мехмед паша Соколовић подигао је „доњу вишеградску варош“. Од свог иметка Мехмед паша Соколовић подигао је велики број задужбина. Једна од њих је и прелепа бања са кубетом, хамам. За времена Мехмед паше Соколовића Вишеград је имао око 700 кућа, једну лепу џамију по имену Соколија и Соколовићев каменити хан или караван-сарај до реке Дрине, који је могао примити под своје скровиште око десет хиљада коња и дева.
На једном лековитом врелу код Вишеграда саградио велики везир је лепу бању са кубетом у типичном стилу онога времена.
Налази се у густој боровој шуми из које вековима посматра уморне путнике намернике, који ходе путем испод самог хамама. Кроз патину прошлости неуморно дочекује и несебично скида сав терет умора са посетиоца, не досађујући питањима. Сама унутрашњост хамама оставља без даха осећајем да се налазите у Хиљаду и једној ноћи, као и његов творац спаја неспојиво. Спаја прошлост са садашњошћу.

## Галерија
- Унутрашњост бање
- Унутрашњост бање
- Унутрашњост бање
- Унутрашњост бање
- Унутрашњост бање
- Унутрашњост бање
- Унутрашњост бање
- Унутрашњост бање
- Спољашњи изглед бање Мехмед Паше Соколовиһа
- Спољашњи изглед бање Мехмед Паше Соколовиһа
- Унутрашњост бање
- Спољашњи изглед бање Мехмед Паше Соколовиһа
- Спољашњи изглед бање Мехмед Паше Соколовиһа
- Спољашњи изглед бање Мехмед Паше Соколовиһа
- Унутрашњост бање
- Спољашњи изглед бање Мехмед Паше Соколовиһа
- Унутрашњост бање